# Frédéric Déhu
Frédéric Déhu (ur. 24 października 1972 w Villeparisis), piłkarz francuski grający na pozycji środkowego obrońcy. Swoją karierę piłkarską zaczynał w RC Lens, gdzie grał w latach 1991–1999. Z drużyną tą zdobył mistrzostwo Francji (1997/98) oraz Puchar Ligi Francuskiej (1999).
Następnym krokiem w jego karierze było podpisanie kontraktu z FC Barcelona, którą w tym czasie prowadził Louis van Gaal. Francuz nie przekonał do siebie holenderskiego trenera i w barwach Dumy Katalonii rozegrał jedynie 11 meczów w Primera División.
Po nieudanej przygodzie w Hiszpanii Déhu został kupiony w 2000 roku przez Paris Saint-Germain za 6 milionów euro. W stolicy Francji szło mu dużo lepiej, niż na Półwyspie Iberyjskim. W Paryżu grał przez 4 lata, a między 2001 i 2003 rokiem występował razem z przyszłym zawodnikiem Blaugrany – Ronaldinho. Déhu zdobył z PSG Puchar Francji w 2004 roku.
Niedługo potem Frédéric przeniósł się do Olympique Marsylia, a po dwóch latach do Levante UD. W 2007 roku zakończył karierę.
Déhu pięć razy wystąpił w reprezentacji Francji. W drużynie narodowej zadebiutował 19 sierpnia 1998 roku, kiedy Francja zremisowała w Wiedniu z Austrią 2–2.